# 城南町 (会津若松市)
城南町（じょうなんまち）は、福島県会津若松市の町。郵便番号は965-0809。

## 概要
会津若松市市街地の中部に位置しており、若松城（鶴ヶ城）南側を町域とする。
町名は、前述のように若松城南側を町域とすることによる。

## 地理
会津盆地南東部に位置する会津地方の中心都市、会津若松市の北西部に位置する。周囲の地域とともに阿賀川の支流、湯川などやその支流により形成された扇状地上に発達した会津若松市の中心市街地を形作る。東は城東町、西は米代、南花畑、南は南町、北は追手町に接する。

## 歴史

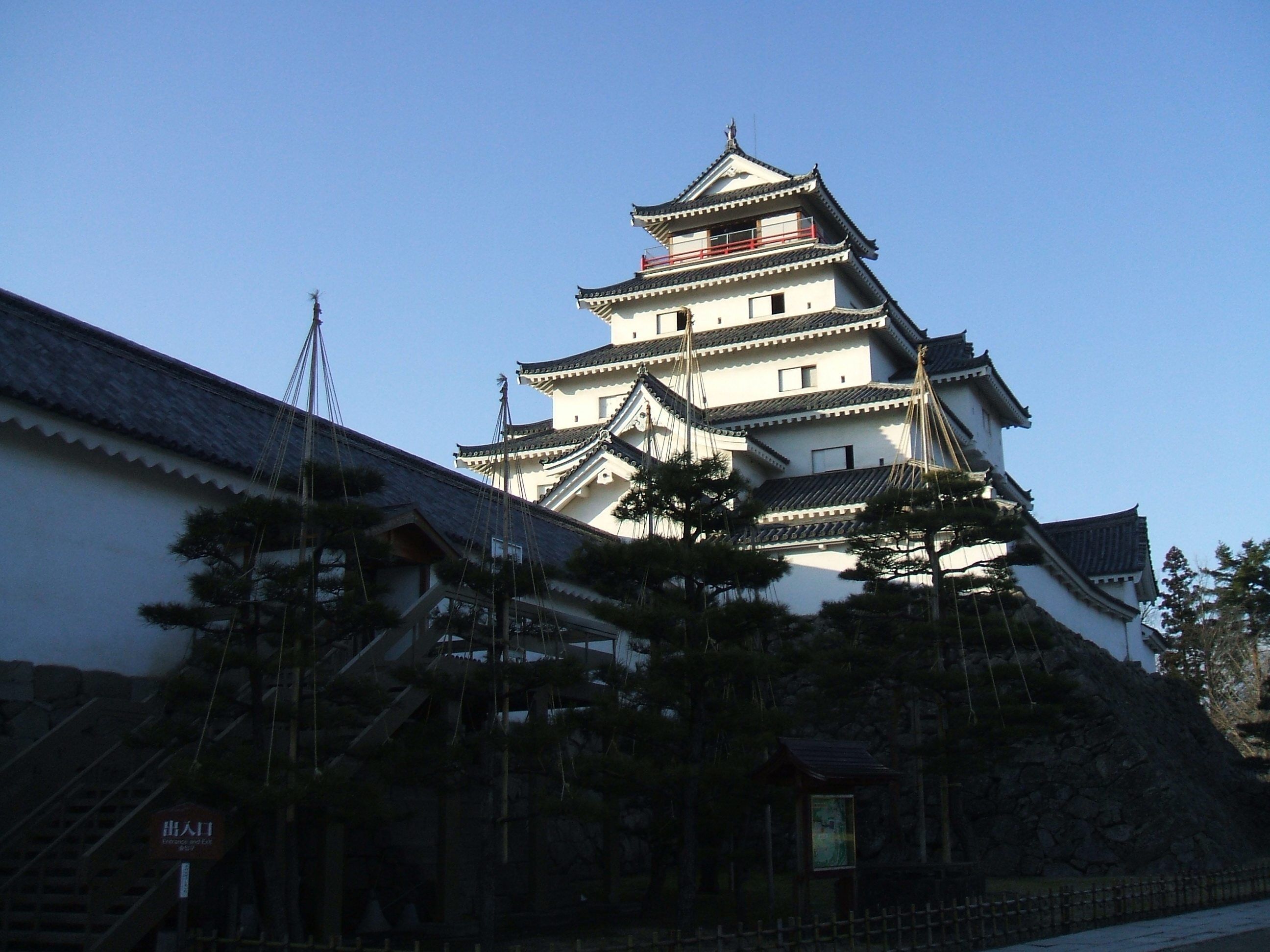
現在の若松城（鶴ヶ城）

### 中世、近世
1384年、小田垣に蘆名直盛が東黒川館を築いた。これがのちに黒川城、小田垣城と言われるようになる。その後、伊達政宗の入城などを経たのち、蒲生氏郷により黒川が若松と改められ、1593年には城の改築をはじめた。これによって完成したのが天守（七層）、馬出、櫓などを備える城で、この際に内外の郭もつくられた。また、1640年、加藤明成は城の追手を北にしたほか、天守を五層に改めた。
江戸時代、現在の城南町周辺には、権現下郭（ごんげんしたぐるわ）、南町分などがあった。このうち、権現下郭は二ノ丸の南側に位置し、士屋敷、米蔵、寺院、神社などがあったとされる。また、町名の由来である熊野権現神社の近くには番所が置かれていた。
1868年（明治元年）9月22日、戊辰戦争の戦いの結果、若松城は開城し、現在の城南町周辺も大きな被害を受ける。

### 近代
明治時代に入ると、民生取締所、民生局による統治を経て、1870年に若松県が置かれたほか、江戸時代からの若松城下の町は再編され、本丁、米代、小田垣、横道、権現下郭に加えて、小田町、半兵衛町のそれぞれ一部（加えて外小田垣を含むともされる）が合わさり、若松栄町となった。栄町の町名は、戊辰戦争により周辺の地域が大きな被害を受けたため、以後栄えることを願い付けられたものされている。若松県庁が城内に置かれていた時期があったほか、1875年、新政府の方針により若松城は取り壊されている。また、1877年に若松栄町、南町分、千石町分、石上分、材木町分のそれぞれ一部により、若松南町ができる。
その後、1877年に旧来の福島県、磐前県、若松県が合併されて福島県となったことから若松県は廃止されたほか、1889年に町村制の施行によりそれぞれ若松町内の町名となる。1889年、合わせて若松栄町、若松南町はそれぞれ栄町、南町の町名となり、1899年には若松町の市制施行により若松市の町名となる。

### 現代
1955年、当時の若松市と高野村、一箕村、神指村、門田村、東山村、大戸村、湊村が合併、会津若松市となったことから、以後栄町は同市の町名となる。その後、1960年代に会津若松市の住居表示が実施され、現在の城南町周辺も対象となる。そして、1965年、栄町、南町の一部により城南町が誕生する。

## 町名の変遷
| 実施後 | 実施年月日               | 実施前       |
| ------ | ------------------------ | ------------ |
| 城南町 | 1965年（昭和40年）2月1日 | 栄町（一部） |
| 城南町 | 1965年（昭和40年）2月1日 | 南町（一部） |

## 世帯数と人口
2017年（平成29年）8月1日現在の世帯数と人口は以下の通りである。
| 町丁   | 世帯数  | 人口  |
| ------ | ------- | ----- |
| 城南町 | 224世帯 | 436人 |

## 交通

### バス
町域西側を通る国道118号などで会津乗合自動車によるバスが運行されている。

#### 路線バス等の系統
- 市内1コース
- 市内2コース
- 市内3コース
- 市内4コース
- 市内5コース
- 市内6コース
- 芦の牧線
- 原長谷川線

- 塩川・喜多方線
- 熊倉・喜多方線
- 笈川線
- 年貢町経由永井野線
- リズム線

### 道路
- 国道118号
- 国道121号
- 国道401号
  - 国道121号、国道401号は国道118号との重複指定

## 施設
- 会津信用金庫南支店

## 神社、寺院、史跡、観光地
- 若松城（鶴ヶ城） - 北側に接する。